# Mike Norris
Michael Ray Norris (Redondo Beach, 4 ottobre 1962) è un attore, produttore cinematografico, sceneggiatore e regista statunitense.

## Biografia
È figlio del noto attore Chuck Norris. Noto per i film in coppia col padre, ha avuto anche alcune esperienze come regista e come sceneggiatore.

## Filmografia

### Attore
- La polvere degli angeli (A Force of One), regia di Paul Aaron (1979)
- Punto di rottura (Final Cut), regia di Ross Dimsey (1980)
- The Octagon, regia di Eric Karson (1980)
- Madame's Place – serie TV (1982)
- Vendetta a Hong Kong (Forced Vengeance), regia di James Fargo (1982)
- I vendicatori della notte (Young Warriors), regia di Lawrence David Foldes (1983)
- Born American, regia di Renny Harlin (1986)
- La lunga attesa (Survival Game), regia di Herb Freed (1987)
- Leg Up, regia di Hank Baumert – cortometraggio (1990)
- Delta Force 3 - Missione nel deserto (Delta Force 3: The Killing Game), regia di Sam Firstenberg (1991)
- Death Ring, regia di R. J. Kizer (1992)
- A Beverly Hills... signori si diventa (The Beverly Hillbillies), regia di Penelope Spheeris (1993)
- Walker Texas Ranger (Walker, Texas Ranger) – serie TV, 8 episodi (1993-2001)
- Babylon 5 – serie TV, episodio 1x03 (1994)
- Ripper Man, regia di Phil Sears (1995)
- Dragon Fury II, regia di Bryan Michael Stoller (1996)
- Carnival of Wolves, regia di Takeshi Watanabe (1996)
- Prime Time Comedy, regia di Morris Abraham (1998)
- Delta Force One: The Lost Patrol, regia di Joseph Zito (2000)
- The Rage Within, regia di Mike Norris (2001)
- Bleed, regia di Chris Woods (2002)
- To Live Is to Die, regia di Chris Woods – cortometraggio (2003)
- Bells of Innocence, regia di Alin Bijan (2003)
- Trip in a Summer Dress, regia di Janine Turner – cortometraggio (2004)
- Birdie & Bogey, regia di Mike Norris (2004)
- Six - La corporazione (Six: The Mark Unleashed), regia di Kevin Downes (2004)
- Walker Texas Ranger - Processo infuocato (Walker, Texas Ranger: Trial by Fire), regia di Aaron Norris – film TV (2005)
- Maggie's Passage, regia di Mike Norris (2009)
- A Greater Yes: The Story of Amy Newhouse, regia di Bradley Dorsey (2009)
- I Am Gabriel, regia di Mike Norris (2012)

### Regista
- Walker Texas Ranger (Walker, Texas Ranger) – serie TV, 8 episodi (1993-2001)
- The Rage Within (2001)
- Birdie & Bogey (2004)
- Maggie's Passage (2009)
- I Am Gabriel (2012)

### Sceneggiatore
- Death Ring, regia di R. J. Kizer (1992)
- The Rage Within, regia di Mike Norris (2001)
- Bells of Innocence, regia di Alin Bijan (2003)
- To Live is to Die, regia di Chris Woods – cortometraggio (2003)
- Maggie's Passage, regia di Mike Norris (2009)
- I Am Gabriel, regia di Mike Norris (2012)

### Produttore
- La vendetta di Logan (Logan's War: Bound by Honor), regia di Michael Preece – film TV (1998)
- Bells of Innocence, regia di Alin Bijan (2003)
- Maggie's Passage, regia di Mike Norris (2009)
- I Am Gabriel, regia di Mike Norris (2012)